# Štětínsko-kamieńská církevní provincie

Štětínsko-kamieńská církevní provincie

Štětínsko-kamieńská církevní provincie je jedna z čtrnácti církevních provincií římskokatolické církve na území Polské republiky.
Byla vytvořena dne 25. března 1992 papežskou bulou Totus Tuus Poloniae populus.
Území provincie se člení na tyto diecéze:
- Arcidiecéze štětínsko-kamieńská (vznik 1972, do 1992 část Hnězdenské církevní provincie; navazuje na tradici diecéze pomořanské čili kamieńské, existující v letech 1140-1535, která podléhala přímo Svatému stolci)
- Diecéze koszalinsko-kolobřežská (vznik 1972, do 1992 část Hnězdenské církevní provincie; navazuje na tradici diecéze kolobřežské, existující v letech 1000-kolem 1007, která byla částí Hnězdenské církevní provincie)
- Diecéze zelenohorsko-gorzowská (vznik 1972, do 1992 pod jménem diecéze gorzowská část Vratislavské církevní provincie; navazuje na tradici diecéze lubušské, existující v letech 1124-1598, která byla do 1424 částí Hnězdenské církevní provincie a poté částí Magdeburské církevní provincie)

V čele Štětínsko-kamieńské církevní provincie stojí arcibiskup-metropolita štětínsko-kamieńský, v současnosti (od roku 2009) Andrzej Dzięga.